# پوسی (کالیفرنیا)
پوسی (به انگلیسی: Posey) یک منطقهٔ مسکونی در ایالات متحده آمریکا است که در شهرستان تولار، کالیفرنیا واقع شده‌است. پوسی ۰٫۹۲۴ کیلومتر مربع مساحت و ۱۰ نفر جمعیت دارد و ۱٬۰۸۵٫۱ متر بالاتر از سطح دریا واقع شده‌است.